# 元世道
元世道（？—559年7月17日），名钦，字世道，以字行，河南郡洛阳县（今河南省洛阳市东）人，魏献文帝拓跋弘曾孙，尚书令、始平文贞王元子正之子，元魏宗室。

## 生平
元世道承袭了父亲的始平王爵位，东魏武定年间官至散骑侍郎。北齐接受禅让后，元世道的爵位依例降低为始平县公。北齐天保十年（559年），太史上奏说：“今年应当除旧布新。”齐文宣帝高洋对元世道的堂兄元韶说：“汉光武帝刘秀什么原因可以中兴汉朝？”元韶说：“是因为诛杀刘氏宗族没有杀尽。”齐文宣帝于是诛杀元氏宗族来做厌胜之术，在五月癸未（559年7月17日）诛杀了元世道、元景式等二十五家，其余元韶等十九家也都被囚禁限制行动。